# San Marcello (Marche)
San Marcello település Olaszországban, Marche régióban, Ancona megyében. Lakosainak száma 1996 fő (2023. január 1.). San Marcello Monsano, Belvedere Ostrense, Jesi, Maiolati Spontini, Monte San Vito és Morro d'Alba községekkel határos.

## Népesség
A település lakossága az elmúlt években az alábbi módon változott:
| Lakosok száma | 2055 | 2036 | 1996 |
|               | 2017 | 2018 | 2023 |